# Kvalspelet till världsmästerskapet i volleyboll för damer 2010 (Asien och Oceanien)
Kvalspelet till världsmästerskapet i volleyboll för damer 2010 för Asien och Oceanien spelades 20 april till 30 augusti 2009. Kvalspelet gällde fyra platser till huvudturneringen, till vilken Japan var direktkvalificerade som arrangör. I turneringen deltog 11 landslag från AVC:s medlemsförbund. Kazakstan, Kina, Sydkorea och Thailand kvalificerade sig till huvudturneringen.

## Deltagande lag
| - Kina - Sydkorea - Bangladesh - Kazakstan - Fiji - Nya Zeeland | - Samoa - Taiwan - Thailand - Tonga - Uzbekistan |

## Första rundan

### Deltagande lag
- Fiji
- Nya Zeeland
- Västra Samoa
- Tonga

### Grupp A
Spelplats:  Wellington

#### Resultat
| Datum    | Mellan              | Resultat | Set   | Set   | Set   | Set   | Set   | Poäng totalt | Speltid | Åskådare |
| Datum    | Mellan              | Resultat | 1     | 2     | 3     | 4     | 5     | Poäng totalt | Speltid | Åskådare |
| -------- | ------------------- | -------- | ----- | ----- | ----- | ----- | ----- | ------------ | ------- | -------- |
| 20-04-09 | Fiji - Samoa        | 3 - 2    | 13:25 | 25:17 | 14:25 | 25:21 | 15:10 | 92 - 98      | 1h:47   | 350      |
| 21-04-09 | Nya Zeeland - Samoa | 3 - 1    | 25:21 | 25:23 | 20:25 | 25:19 |       | 95 - 88      | 1h:30   | 500      |
| 22-04-09 | Tonga - Samoa       | 0 - 3    | 20:25 | 14:25 | 16:25 |       |       | 50 - 75      | -       | -        |
| 22-04-09 | Nya Zeeland - Fiji  | 3 - 0    | 25:15 | 25:16 | 25:21 |       |       | 75 - 52      | 1h:01   | 450      |
| 23-04-09 | Tonga - Fiji        | 0 - 3    | 23:25 | 23:25 | 24:26 |       |       | 70 - 76      | 1h:45   | 350      |
| 24-04-09 | Tonga - Nya Zeeland | 0 - 3    | 15:25 | 10:25 | 17:25 |       |       | 42 - 75      | 0h:56   | 200      |

#### Sluttabell
| Pos | Landslag    | Poäng | Matcher | Matcher | Matcher   | Set   | Set       | Kvot  | Poäng | Poäng     | Kvot  |
| Pos | Landslag    | Poäng | Spelade | Vunna   | Förlorade | Vunna | Förlorade | Kvot  | Vunna | Förlorade | Kvot  |
| --- | ----------- | ----- | ------- | ------- | --------- | ----- | --------- | ----- | ----- | --------- | ----- |
| 1   | Nya Zeeland | 6     | 3       | 3       | 0         | 9     | 1         | 9.000 | 245   | 182       | 1.346 |
| 2   | Fiji        | 5     | 3       | 2       | 1         | 6     | 5         | 1.200 | 220   | 243       | 0.905 |
| 3   | Samoa       | 4     | 3       | 1       | 2         | 6     | 6         | 1.000 | 261   | 237       | 1.101 |
| 4   | Tonga       | 3     | 3       | 0       | 3         | 0     | 9         | 0.000 | 162   | 226       | 0.717 |

### Kvalificerade för andra rundan
- Fiji
- Nya Zeeland

## Andra rundan

### Deltagande lag
- Bangladesh
- Fiji
- Kazakstan
- Nya Zeeland
- Taiwan
- Thailand
- Uzbekistan

### Grupper
| Grupp B                              | Grupp C                               |
| ------------------------------------ | ------------------------------------- |
| Kazakstan · Nya Zeeland · Uzbekistan | Bangladesh · Fiji · Taiwan · Thailand |

### Grupp B
Spelplats:  Ust-Kamenogorsk

#### Resultat
| Datum    | Mellan                   | Resultat | Set   | Set   | Set   | Set | Set | Poäng totalt | Speltid | Åskådare |
| Datum    | Mellan                   | Resultat | 1     | 2     | 3     | 4   | 5   | Poäng totalt | Speltid | Åskådare |
| -------- | ------------------------ | -------- | ----- | ----- | ----- | --- | --- | ------------ | ------- | -------- |
| 16-06-09 | Nya Zeeland - Uzbekistan | 0 - 3    | 20:25 | 17:25 | 19:25 |     |     | 56 - 75      | 1h:07   | 1.300    |
| 17-06-09 | Kazakstan - Nya Zeeland  | 3 - 0    | 25:9  | 25:15 | 25:18 |     |     | 75 - 42      | 1h:00   | 1.750    |
| 18-06-09 | Uzbekistan - Kazakstan   | 0 - 3    | 10:25 | 15:25 | 9:25  |     |     | 34 - 75      | 1h:02   | 2.000    |

#### Sluttabell
| Pos | Landslag    | Poäng | Matcher | Matcher | Matcher   | Set   | Set       | Kvot  | Poäng | Poäng     | Kvot  |
| Pos | Landslag    | Poäng | Spelade | Vunna   | Förlorade | Vunna | Förlorade | Kvot  | Vunna | Förlorade | Kvot  |
| --- | ----------- | ----- | ------- | ------- | --------- | ----- | --------- | ----- | ----- | --------- | ----- |
| 1   | Kazakstan   | 4     | 2       | 2       | 0         | 6     | 0         | MAX   | 150   | 76        | 1.974 |
| 2   | Uzbekistan  | 3     | 2       | 1       | 1         | 3     | 3         | 1.000 | 109   | 131       | 0.832 |
| 3   | Nya Zeeland | 2     | 2       | 0       | 2         | 0     | 6         | 0.000 | 98    | 150       | 0.653 |

### Grupp C
Spelplats:  Nakhonpathom

#### Resultat
| Datum    | Mellan                | Resultat | Set   | Set   | Set   | Set   | Set  | Poäng totalt | Speltid | Åskådare |
| Datum    | Mellan                | Resultat | 1     | 2     | 3     | 4     | 5    | Poäng totalt | Speltid | Åskådare |
| -------- | --------------------- | -------- | ----- | ----- | ----- | ----- | ---- | ------------ | ------- | -------- |
| 12-06-09 | Bangladesh - Taiwan   | 0 - 3    | 6:25  | 6:25  | 7:25  |       |      | 19 - 75      | 0h:52   | 750      |
| 12-06-09 | Thailand - Fiji       | 3 - 0    | 25:11 | 25:11 | 25:12 |       |      | 75 - 34      | 0h:56   | 1.800    |
| 13-06-09 | Fiji - Taiwan         | 0 - 3    | 18:25 | 21:25 | 15:25 |       |      | 54 - 75      | 1h:04   | 1.100    |
| 13-06-09 | Thailand - Bangladesh | 3 - 0    | 25:1  | 25:1  | 25:3  |       |      | 75 - 5       | 0h:42   | 2.200    |
| 14-06-09 | Bangladesh - Fiji     | 0 - 3    | 4:25  | 6:25  | 10:25 |       |      | 20 - 75      | 0h:53   | 1.800    |
| 14-06-09 | Taiwan - Thailand     | 2 - 3    | 29:27 | 15:25 | 25:21 | 11:25 | 9:15 | 89 - 113     | 2h:05   | 3.800    |

#### Sluttabell
| Pos | Landslag   | Poäng | Matcher | Matcher | Matcher   | Set   | Set       | Kvot  | Poäng | Poäng     | Kvot  |
| Pos | Landslag   | Poäng | Spelade | Vunna   | Förlorade | Vunna | Förlorade | Kvot  | Vunna | Förlorade | Kvot  |
| --- | ---------- | ----- | ------- | ------- | --------- | ----- | --------- | ----- | ----- | --------- | ----- |
| 1   | Thailand   | 6     | 3       | 3       | 0         | 9     | 2         | 4.500 | 263   | 128       | 2.055 |
| 2   | Taiwan     | 5     | 3       | 2       | 1         | 8     | 3         | 2.667 | 239   | 186       | 1.285 |
| 3   | Fiji       | 4     | 3       | 1       | 2         | 3     | 6         | 0.555 | 163   | 170       | 0.959 |
| 4   | Bangladesh | 3     | 3       | 0       | 3         | 0     | 9         | 0.000 | 44    | 225       | 0.196 |

### Qualificate alla terza fase
- Fiji
- Kazakstan
- Nya Zeeland
- Taiwan
- Thailand
- Uzbekistan

## Tredje rundan

### Deltagande lag
- Kina
- Sydkorea
- Fiji
- Kazakstan
- Nya Zeeland
- Taiwan
- Thailand
- Uzbekistan

### Grupper
| Grupp D                             | Grupp E                                     |
| ----------------------------------- | ------------------------------------------- |
| Kina · Thailand · Fiji · Uzbekistan | Sydkorea · Kazakstan · Nya Zeeland · Taiwan |

### Grupp D
Spelplats:  Chengdu

#### Resultat
| Datum    | Mellan                | Resultat | Set   | Set   | Set   | Set | Set | Poäng totalt | Speltid | Åskådare |
| Datum    | Mellan                | Resultat | 2     | 3     | 4     | 5   |     | Poäng totalt | Speltid | Åskådare |
| 03-07-09 | Thailand - Uzbekistan | 3 - 0    | 25:17 | 25:10 | 25:17 |     |     | 75 - 44      | 0h:55   | 1.100    |
| 03-07-09 | Kina - Fiji           | 3 - 0    | 25:10 | 25:12 | 25:13 |     |     | 75 - 35      | 0h:58   | 3.200    |
| 04-07-09 | Kina - Uzbekistan     | 3 - 0    | 25:5  | 25:9  | 25:13 |     |     | 75 - 27      | 0h:55   | 3.300    |
| 04-07-09 | Thailand - Fiji       | 3 - 0    | 25:13 | 25:15 | 25:15 |     |     | 75 - 43      | 0h:52   | 1.000    |
| 05-07-09 | Fiji - Uzbekistan     | 0 - 3    | 21:25 | 18:25 | 23:25 |     |     | 62 - 75      | 1h:13   | 1.000    |
| 05-07-09 | Kina - Thailand       | 3 - 0    | 25:17 | 25:22 | 25:15 |     |     | 75 - 54      | 1h:10   | 3.600    |

#### Sluttabell
| Pos | Landslag   | Poäng | Matcher | Matcher | Matcher   | Set   | Set       | Kvot  | Poäng | Poäng     | Kvot  |
| Pos | Landslag   | Poäng | Spelade | Vunna   | Förlorade | Vunna | Förlorade | Kvot  | Vunna | Förlorade | Kvot  |
| --- | ---------- | ----- | ------- | ------- | --------- | ----- | --------- | ----- | ----- | --------- | ----- |
| 1   | Kina       | 6     | 3       | 3       | 0         | 9     | 0         | MAX   | 225   | 116       | 1.940 |
| 2   | Thailand   | 5     | 3       | 2       | 1         | 6     | 3         | 2.000 | 204   | 162       | 1.259 |
| 3   | Uzbekistan | 4     | 3       | 1       | 2         | 3     | 6         | 0.500 | 146   | 212       | 0.689 |
| 4   | Fiji       | 3     | 3       | 0       | 3         | 0     | 9         | 0.000 | 140   | 225       | 0.622 |

### Grupp E
Speplats:  Chia Yi City

#### Resultat
| Datum    | Mellan                  | Resultat | Set   | Set   | Set   | Set   | Set | Poäng totalt | Speltid | Åskådare |
| Datum    | Mellan                  | Resultat | 1     | 2     | 3     | 4     | 5   | Poäng totalt | Speltid | Åskådare |
| -------- | ----------------------- | -------- | ----- | ----- | ----- | ----- | --- | ------------ | ------- | -------- |
| 28-08-09 | Nya Zeeland - Sydkorea  | 0 - 3    | 8:25  | 8:25  | 8:25  |       |     | 24 - 75      | 0h:56   | 500      |
| 28-08-09 | Taiwan - Kazakstan      | 1 - 3    | 18:25 | 16:25 | 25:20 | 17:25 |     | 76 - 95      | 1h:37   | 1.000    |
| 29-08-09 | Kazakstan - Sydkorea    | 1 - 3    | 24:26 | 25:18 | 18:25 | 14:25 |     | 81 - 94      | 1h:40   | 500      |
| 29-08-09 | Taiwan - Nya Zeeland    | 3 - 0    | 25:7  | 25:11 | 25:10 |       |     | 75 - 28      | 0h:55   | 1.000    |
| 30-08-09 | Kazakstan - Nya Zeeland | 3 - 0    | 25:8  | 25:8  | 25:9  |       |     | 75 - 25      | 0h:55   | 600      |
| 30-08-09 | Taiwan - Sydkorea       | 1 - 3    | 15:25 | 20:25 | 25:23 | 20:25 |     | 80 - 98      | 1h:43   | 2.000    |

#### Sluttabell
| Pos | Landslag    | Poäng | Matcher | Matcher | Matcher   | Set   | Set       | Kvot  | Poäng | Poäng     | Kvot  |
| Pos | Landslag    | Poäng | Spelade | Vunna   | Förlorade | Vunna | Förlorade | Kvot  | Vunna | Förlorade | Kvot  |
| --- | ----------- | ----- | ------- | ------- | --------- | ----- | --------- | ----- | ----- | --------- | ----- |
| 1   | Sydkorea    | 6     | 3       | 3       | 0         | 9     | 2         | 4.500 | 267   | 185       | 1.443 |
| 2   | Kazakstan   | 5     | 3       | 2       | 1         | 7     | 4         | 1.750 | 251   | 195       | 1.287 |
| 3   | Taiwan      | 4     | 3       | 1       | 2         | 5     | ?         | ?     | 231   | 221       | 1.045 |
| 4   | Nya Zeeland | 3     | 3       | 0       | 3         | 0     | 9         | 0.000 | 77    | 225       | 0.342 |

## Kvalificerade för VM
- Kina
- Sydkorea
- Kazakstan
- Thailand